# Qi Baishi
Qí Báishí (齊白石, ou Ch'i Pai-shih) (Xiangtan, China, 1 de Janeiro de 1864 - Beijing, China, 16 de Setembro de 1957) foi um dos maiores e mais celebrados pintores chineses. Assinou também obras diversas obras com os pseudônimos Qí Huáng (齊璜) e Qí Wèiqīng (齐渭清).

## Biografia
Os seus pais eram agricultures, subsistindo de seu trabalho nas plantações de arroz. Identificado com a pintura tradicional chinesa, realizou, durante toda a sua vida, um número incontável de obras de arte. Acostumado a pintar árvores, animais ou flores, Baishi originou, na sua época, o maior desenvolvimento da arte na China, que, neste período, estava quase estagnada.
Durante todo o seu percurso artístico, pouco mudou de estilo e de técnicas. Mesmo assim, sempre se manteve inovador, quanto às ideias e aos temas, quanto às cores. Também era reconhecido por seu trabalho na esculpir selos (carimbos) de pedra, tendo recebido o título de "o tesouro de trezentos selos de pedra". Em 1953 foi eleito presidente da Associação de Artistas Chineses. Morreu em Beijing em 1957.